# Tour d'Italie 1909
Le Tour d'Italie 1909 était la première édition de cette compétition. Il s'est tenu du 13 mai au 30 mai 1909, long de 2 448 km répartis en 8 étapes. Il a été remporté par l'Italien Luigi Ganna.
Sur les 115 partants, tous italiens à l'exception de cinq étrangers dont quatre français ; 49 rallièrent l'arrivée.

## Origines
L'idée d'organiser une course cycliste parcourant l'Italie est proposée pour la première fois par Tullo Morgagni, éditeur en chef de La Gazzetta dello Sport, lorsqu'il envoie le 5 août 1908 un télégramme au propriétaire du journal, Emilio Costamagna, et à son éditeur cycliste, Armando Cougnet, déclarant la nécessité d'avoir un tour italien,. Le concept d'une telle course a pour origine le Tour de France, créé en 1903, et le succès obtenu par son organisateur, le journal L'Auto,. Morgagni tient alors pour information de la part d'Angelo Gatti, fondateur de l'équipe cycliste Atala, que la publication rivale de La Gazzetta, le Corriere della Serra, a l'intention d'organiser sa propre course cycliste, suivant le succès qu'ils ont obtenu après avoir parraîné une course automobile,,. Morgagni tente alors d'organiser sa course avant que le Corriere ne tienne la sienne, mais la Gazzetta manque de fonds. Cependant, avec le succès gagné en créant le Tour de Lombardie et le Milan-San Remo, Costamagna décide d'aller avec l'idée,. Sur la première page de son édition du 7 août 1908, la Gazetta annonce son intention d'organiser un tour, celui-ci devant avoir lieu au mois de mai suivant.
Étant donné que les organisateurs ne possèdent pas les fonds nécessaires, soit 25 000 lires, ils se tournent vers leur ami Primo Bongrani, un comptable de la banque Cassa di Risparmio. Celui-ci fait ensuite le tour du pays afin d'obtenir des dons pour tenir la course. Ses efforts sont récompensés : il rassemble l'argent couvrant les coûts d'exploitation et convainc également le Corriere de donner 3 000 lires de prix pour le vainqueur. Le reste des prix viennent d'un casino de San Remo, après que Francesco Sghirla, un ancien employé de la Gazetta, les encourage à contribuer à la course.

## Parcours et règles

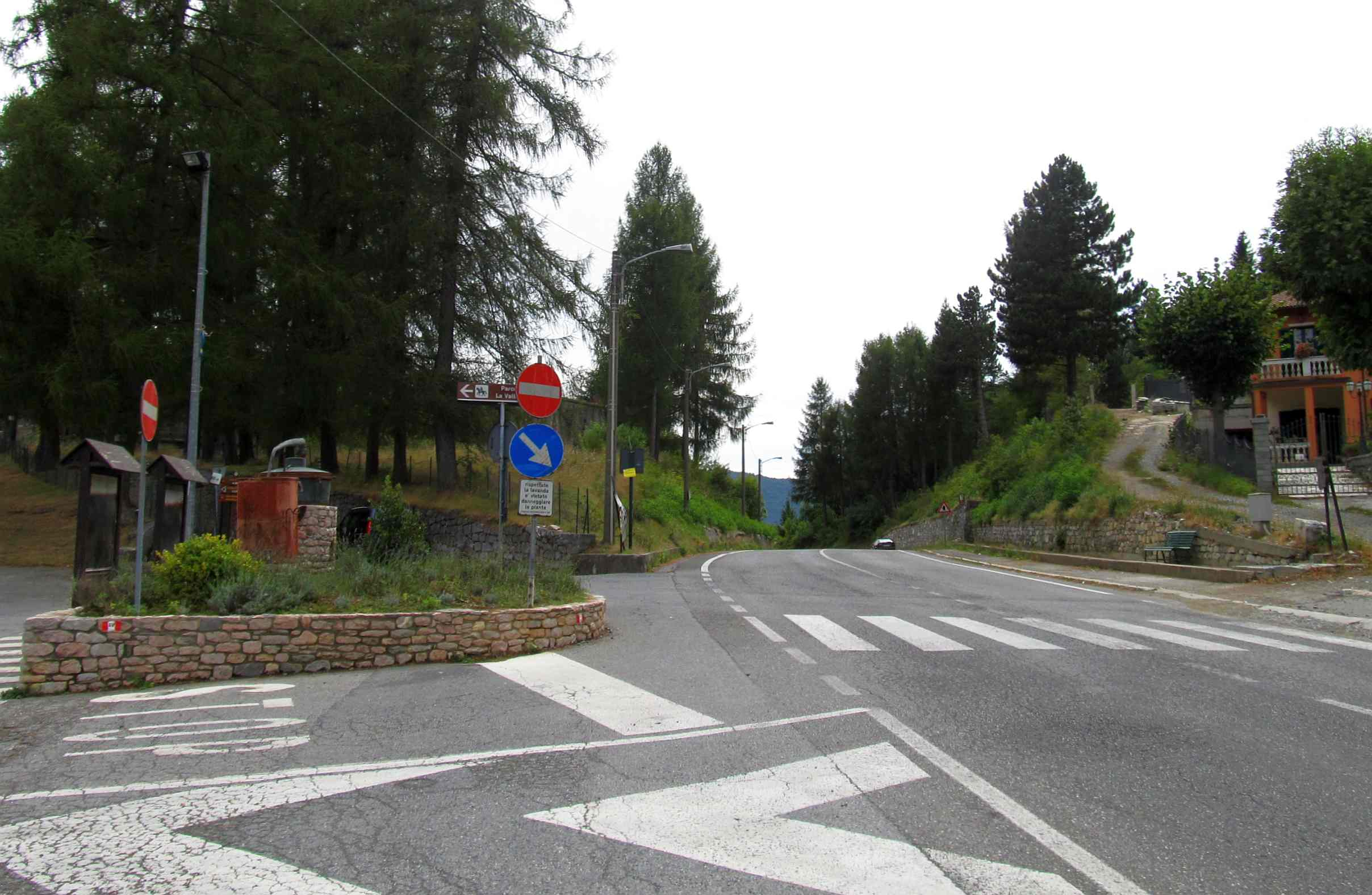
Le Colle di Nava est l'une des quelques ascensions majeures du premier Tour d'Italie.

Le Tour d'Italie 1909 comprend huit étapes. Par comparaison avec les courses modernes, ces étapes sont extraordinairement longues, avec une distance moyenne de plus de 300 km contre 165 lors du Tour d'Italie 2012. Entre chaque étape, les coureurs disposent de deux à trois jours de repos. La course est principalement plate avec trois des étapes comprenant des ascensions majeures. Au cours de la troisième étape, les concurrents passent par le col de Macerone ainsi que la montée à Rionero Sannitico et à Roccaraso. La sixième compte une ascension avec le Passo del Bracco, tandis que la septième est la dernière étape avec des montées majeures avec le Colle di Nava et le San Bartolomeo.
Afin de diminuer les risques de triche, les organisateurs mettent en place des points de contrôle où les coureurs doivent signer. De plus, ils sont photographiés au début et à la fin de chaque étape, pour permettre aux juges de course de s'assurer qu'aucune tricherie n'a lieu. Contrairement au Tour de France, les coureurs peuvent recevoir de l'assistance pour réparer leur vélo. Cependant, ils ne peuvent le remplacer si celui-ci est trop endommagé durant le cours d'une étape.
Un système par points détermine le classement général de ce premier Giro. Les organisateurs préfèrent cette manière à un classement par temps écoulé suivant le scandale qui a marqué le Tour de France 1904. De plus, le choix d'un classement par points prévaut car il est moins cher de compter le placement de chaque coureur que de les chronométrer. Le classement est déterminé en ajoutant le placement de chaque concurrent lors des étapes, celui comptant le moins de points étant le leader de la course. Ainsi, si un coureur termine deuxième lors de la première étape puis troisième lors de la seconde, il totalise cinq points.

## Participants

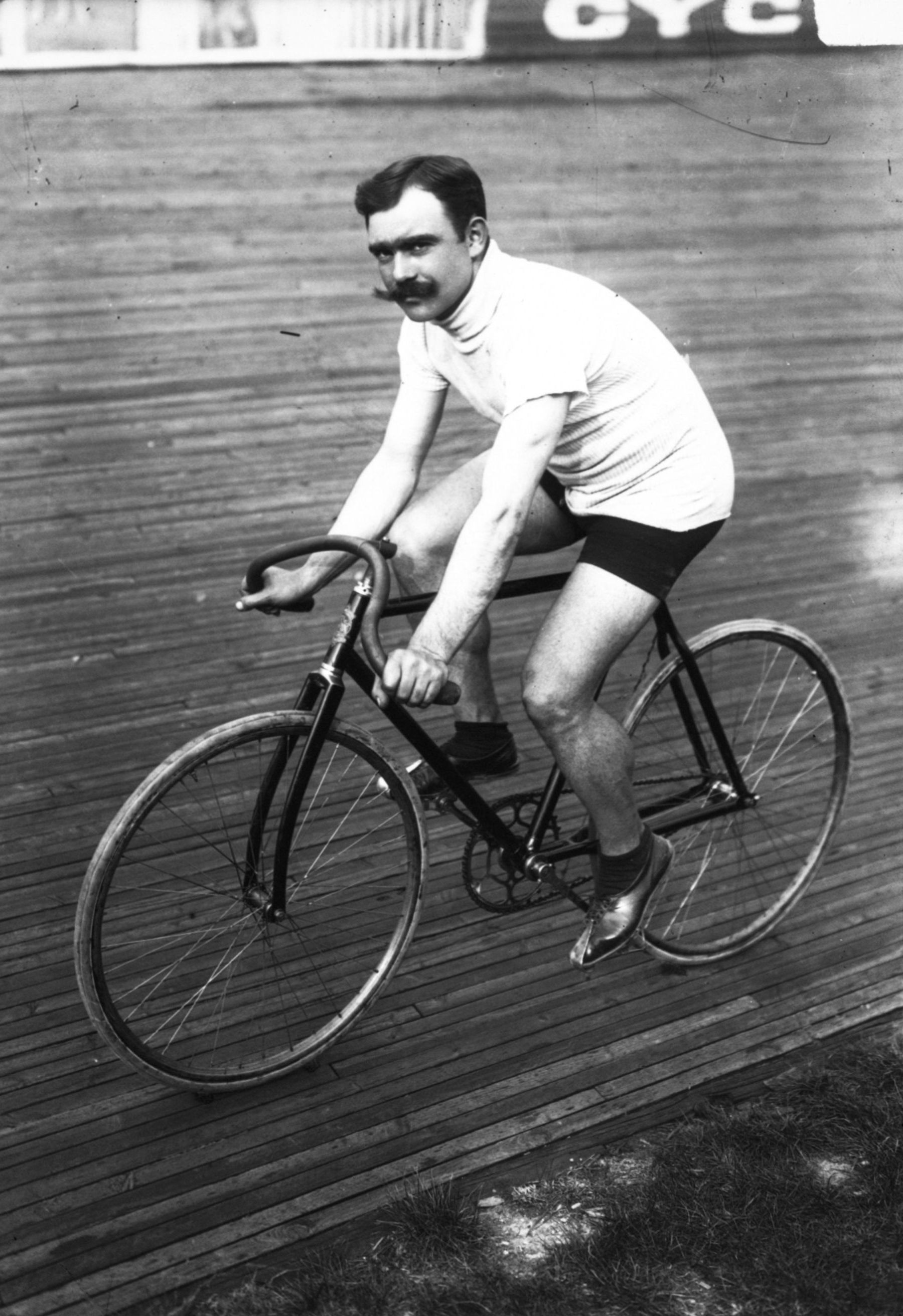
Vainqueur du Tour de France 1905, Louis Trousselier est l'un des cinq étrangers à prendre le départ du Tour.

Les organisateurs du Giro permettent aussi bien à des équipes cyclistes qu'à des coureurs indépendants de participer. 166 individus s'engagent à prendre part à l'événement, parmi lesquels 20 étrangers : 15 Français, 2 Allemands, un Argentin, un Belge et un coureur de Trieste, alors en Autriche-Hongrie,. Cependant, seuls 127 se présentent sur la ligne de départ, tous italiens à l'exception de quatre français et du coureur de Trieste,. 49 d'entre eux atteindront la ligne d'arrivée à Milan le 30 mai.
Les deux participants italiens les plus connus sont Giovanni Gerbi et Luigi Ganna. Gerbi est celui des deux qui possède le plus grand palmarès, ayant remporté le Tour de Lombardie, le Milan-Turin et plusieurs autres épreuves d'un jour. Ganna, quant à lui, vient de remporter le Milan-San Remo. Le peloton compte également deux vainqueurs du Tour de France avec Louis Trousselier et Lucien Petit-Breton,,, et deux futures gagnant du Tour d'Italie, Carlo Galetti et Carlo Oriani.

## Équipes participantes
- Alcyon
- Atala
- Bianchi
- Felsina
- Legnano
- Peugeot
- Piomagno
- Stucchi
- Rudge Whitwort
- Indépendant

## Classement général
| Classement général final | Classement général final | Classement général final | Classement général final | Classement général final |
| ------------------------ | ------------------------ | ------------------------ | ------------------------ | ------------------------ |
|                          | Coureur                  | Pays                     | Équipe                   | Point(s)                 |
| 1er                      | Luigi Ganna              | Italie                   | Atala                    | 25 points                |
| 2e                       | Carlo Galetti            | Italie                   | Legnano                  | 27 pts                   |
| 3e                       | Giovanni Rossignoli      | Italie                   | Legnano                  | 40 pts                   |
| 4e                       | Clemente Canepari        | Italie                   | Legnano                  | 59 pts                   |
| 5e                       | Carlo Oriani             | Italie                   | Stucchi                  | 72 pts                   |
| 6e                       | Ernesto Azzini           | Italie                   | indépendant              | 77 pts                   |
| 7e                       | Dario Beni               | Italie                   | Bianchi                  | 91 pts                   |
| 8e                       | Enrico Sala              | Italie                   | Bianchi                  | 98 pts                   |
| 9e                       | Ottorino Celli           | Italie                   | Bianchi                  | 117 pts                  |
| 10e                      | Giovanni Marchese        | Italie                   | Legnano                  | 139 pts                  |
| modifier                 |                          |                          |                          |                          |

## Étapes
| Étape     | Date   | Villes d'étape   | Type                                  | Distance (km) | Vainqueur           | Leader du classement général |
| --------- | ------ | ---------------- | ------------------------------------- | ------------- | ------------------- | ---------------------------- |
| 1re étape | 13 mai | Milan – Bologne  | Icône indiquant une étape de plaine   | 397           | Dario Beni          | Dario Beni                   |
| 2e étape  | 16 mai | Bologne - Chieti | Icône indiquant une étape de plaine   | 378,5         | Giovanni Cuniolo    | Luigi Ganna                  |
| 3e étape  | 18 mai | Chieti - Naples  | Icône indiquant une étape de montagne | 242,8         | Giovanni Rossignoli | Carlo Galetti                |
| 4e étape  | 20 mai | Naples - Rome    | Icône indiquant une étape de plaine   | 228,1         | Luigi Ganna         | Luigi Ganna                  |
| 5e étape  | 23 mai | Rome - Florence  | Icône indiquant une étape de plaine   | 346,5         | Luigi Ganna         | Luigi Ganna                  |
| 6e étape  | 25 mai | Florence - Gênes | Icône indiquant une étape de montagne | 294,4         | Giovanni Rossignoli | Luigi Ganna                  |
| 7e étape  | 27 mai | Gênes - Turin    | Icône indiquant une étape de montagne | 357           | Luigi Ganna         | Luigi Ganna                  |
| 8e étape  | 30 mai | Turin - Milan    | Icône indiquant une étape de plaine   | 206           | Dario Beni          | Luigi Ganna                  |